# Jacek Leociak

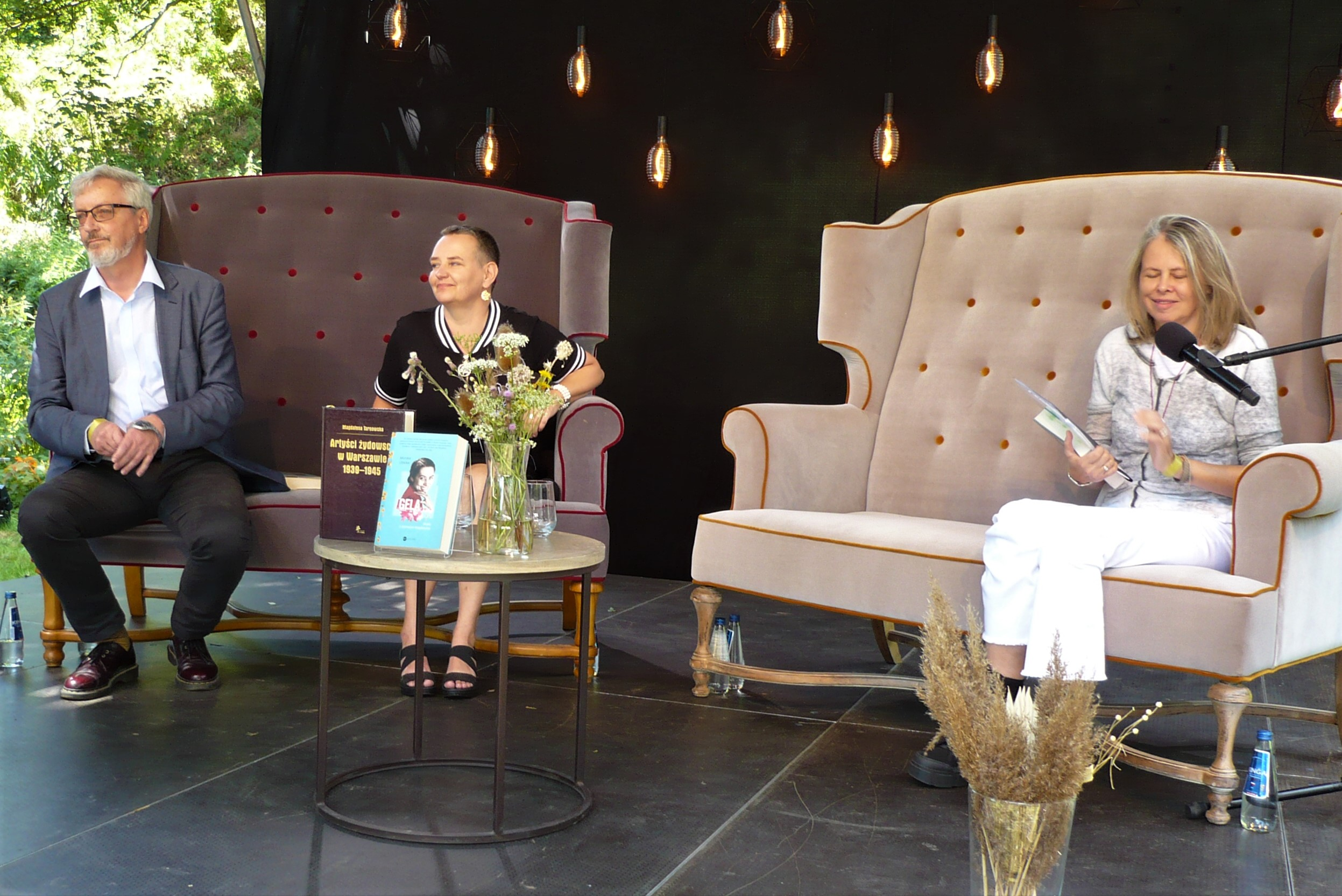
Jacek Leociak, Magdalena Tarnowska, Monika Libicka, VIII Festiwal Góry Literatury (2022)

Jacek Witold Leociak (ur. 2 czerwca 1957 w Warszawie) – polski literaturoznawca, historyk literatury, profesor nauk humanistycznych, pracownik Instytutu Badań Literackich PAN oraz Centrum Badań nad Zagładą Żydów.

## Życiorys
W 1981 ukończył studia na Wydziale Polonistyki Uniwersytetu Warszawskiego. W 1996 w Instytucie Badań Literackich PAN otrzymał stopień naukowy doktora na podstawie rozprawy pt. Tekst wobec zagłady. O relacjach z getta warszawskiego, której promotorem był Michał Głowiński, wyróżnionej także w Konkursie im. Klemensa Szaniawskiego. Stopień naukowy doktora habilitowanego uzyskał tamże w 2011 w oparciu o dorobek naukowy oraz rozprawę pt. Doświadczenia graniczne. Studia o dwudziestowiecznych formach reprezentacji. Tytuł naukowy profesora otrzymał 25 czerwca 2013.
W latach 1981–1997 był zatrudniony na Wydziale Polonistyki UW. Następnie podjął pracę w IBL PAN, obejmując funkcję kierownika Zespołu Badań nad Literaturą Zagłady i zostając zastępcą przewodniczącego rady naukowej IBL PAN. Został także członkiem zespołu Centrum Badań nad Zagładą Żydów przy Instytucie Filozofii i Socjologii PAN.
Zajmuje się analizą różnych sposobów zapisu i różnych form reprezentacji doświadczeń granicznych (przede wszystkim doświadczeń Holocaustu). Jego zainteresowania badawcze obejmują również: narracje ofiar, sprawców i świadków oraz historię getta warszawskiego. Jest członkiem redakcji czasopisma naukowego „Zagłada Żydów. Studia i Materiały”” oraz opiekunem naukowym (razem z Barbarą Engelking) galerii Zagłada w Muzeum Historii Żydów Polskich Polin.
W 2019 został członkiem korespondentem Towarzystwa Naukowego Warszawskiego.

## Wyróżnienia i odznaczenia
Za książkę Getto warszawskie. Przewodnik po nieistniejącym mieście otrzymał razem z Barbarą Engelking Nagrodę Klio i Nagrodę im. Jerzego Giedroycia (2003).
W 2003 otrzymał nagrodę ZAiKS-u za varsaviana im. Karola Małcużyńskiego.
W 2008, za wybitne osiągnięcia w odkrywaniu, gromadzeniu i upowszechnianiu prawdy o Holokauście, za zasługi w działalności na rzecz upamiętniania historii powstania w getcie warszawskim, został odznaczony Krzyżem Kawalerskim Orderu Odrodzenia Polski.
Za książkę Doświadczenia graniczne. Studia o dwudziestowiecznych formach reprezentacji został nominowany do Nagrody Literackiej Gdynia 2010.
W 2011 uhonorowany Medalem „Powstanie w Getcie Warszawskim”. W 2015 otrzymał Odznakę honorową „Zasłużony dla Kultury Polskiej”. 
19 kwietnia 2018, w dniu 75. rocznicy wybuchu powstania w getcie warszawskim, podczas uroczystej sesji Rady m.st. Warszawy został uhonorowany Nagrodą m.st. Warszawy. 
W listopadzie 2018 za książkę Biografie ulic. O żydowskich ulicach Warszawy: od narodzin po Zagładę otrzymał Nagrodę Klio za najlepszą publikację z lat 2017–2018 poświęconą historii (w kategorii varsaviana).
W styczniu 2019 otrzymał Nagrodę im. Kazimierza Wyki, przyznawaną za wybitne osiągnięcia w dziedzinie eseistyki oraz krytyki literackiej i artystycznej.
W maju 2019 za książkę Młyny boże. Zapiski o Kościele i Zagładzie otrzymał nominację do Nagrody Literackiej Nike.
W kwietniu 2022 za książkę Warszawski Trójkąt Zagłady otrzymał (wspólnie z Arturem Żmijewskim i Zofią Waślicką-Żmijewską) nominację do Nagrody Literackiej m.st. Warszawy w kategorii książka o tematyce warszawskiej.

## Wybrane publikacje
- Tekst wobec zagłady. O relacjach z getta warszawskiego. Monografie Fundacji Na Rzecz Nauki Polskiej, Fundacja na Rzecz Nauki Polskiej, Wrocław 1997, ISBN 83-85220-75-5
- Getto warszawskie. Przewodnik po nieistniejącym mieście, wyd. 1, Wydawnictwo Instytutu Filozofii i Socjologii PAN, Warszawa 2001, wyd. 2. zm., popr. i rozsz., Warszawa 2013 (z Barbarą Engelking), ISBN 83-87632-83-X
- Doświadczenia graniczne. Studia o dwudziestowiecznych formach reprezentacji, Wydawnictwo Instytutu Badań Literackich PAN, Warszawa 2009, ISBN 978-83-617-5001-7
- Ratowanie. Opowieści Polaków i Żydów, Znak, Kraków 2010, ISBN 978-83-080-4446-9
- Spojrzenia na warszawskie getto, Dom Spotkań z Historią, Warszawa 2011, ISBN 978-83-62020-26-3
- Biografie ulic, Dom Spotkań z Historią, Warszawa 2018, ISBN 978-83-62020-89-8
- Młyny boże. Zapiski o Kościele i Zagładzie, Wydawnictwo Czarne, Wołowiec 2018, ISBN 978-83-8049-646-0
- Limit Experiences. A Study of Twentieth-Century Forms of Representation, Peter Lang, 2019, ISBN 978-3-631-67274-7
- Wieczne strapienie. O kłamstwie, historii i Kościele, Wydawnictwo Czarne, Wołowiec 2020, ISBN 978-83-8191-113-9
- Warszawski Trójkąt Zagłady, Wydawnictwo Krytyki Politycznej, Warszawa 2021, ISBN 978-83-66586-62-8 (z Arturem Żmijewskim i Zofią Waślicką-Żmijewską)
- Zapraszamy do nieba. O nawróconych zbrodniarzach, Wydawnictwo Czarne, Wołowiec 2022, ISBN 978-83-8191-586-1